# Émetteurs de Saint-Sulpice
Les émetteurs de Saint-Sulpice, situés près de Chambéry en Savoie, servent à la diffusion de la radio analogique terrestre en bande FM pour l'agglomération chambérienne. Le lieu de diffusion se trouve près du lieu-dit "Les Tonys" et se compose de deux pylônes détenus par les opérateurs TDF (haut de 29 mètres) et Towercast (haut de 35 mètres) et un autre diffusant des radios sans opérateur particulier (auto-diffusion) (haut de 25 mètres). Le site des Tonys est le principal lieu de diffusion de la radio FM sur Chambéry. Il ne diffuse que des radios privées car l'émetteur du Mont du Chat se charge d'émettre les radios publiques.

## PylôneTDF
Le pylône exploité par TDF diffuse 2 radios :
| Fréquence | Station         | Catégorie | Puissance | Code RDS (PS) | Hauteur des antennes | Depuis |
| --------- | --------------- | --------- | --------- | ------------- | -------------------- | ------ |
| 88.4      | BFM Business    | D         | 500 W     | __BFM___      | 19 m                 | 2011   |
| 91.0      | Radio Classique | D         | 1 kW      | CLASSIQ_      | 26 m                 | 1993   |

## PylôneTowercast
Le pylône exploité par Towercast diffuse 11 radios.
| Fréquence | Station         | Catégorie | Puissance | Code RDS (PS) | Hauteur des antennes | Depuis |
| --------- | --------------- | --------- | --------- | ------------- | -------------------- | ------ |
| 91.4      | TSF Jazz        | D         | 250 W     | TSF_JAZZ      | 25 m                 | 2011   |
| 94.6      | Nostalgie       | D         | 1 kW      | NOSTALGI      | 32 m                 | 1988   |
| 95.0      | Fun Radio       | D         | 1 kW      | __F_U_N_      | 25 m                 | 1988   |
| 95.4      | RFM             | D         | 1 kW      | __RFM___      | 32 m                 | 1988   |
| 95.8      | RTL2            | D         | 1 kW      | __RTL2__      | 25 m                 | 1995   |
| 97.0      | RTL             | E         | 1 kW      | __RTL___      | 25 m                 | 1988   |
| 97.6      | Europe 1        | E         | 1 kW      | EUROPE_1      | 25 m                 | 1988   |
| 100.8     | Skyrock         | D         | 1 kW      | SKYROCK_      | 25 m                 | 1996   |
| 101.3     | Chérie FM Alpes | D         | 1 kW      | CHERIEFM      | 32 m                 | 1996   |
| 103.0     | NRJ Alpes       | C         | 1 kW      | __NRJ___      | 32 m                 | 1988   |
| 104.5     | RMC             | E         | 1 kW      | _RMC____      | 25 m                 | 1988   |

## Pylône "Auto-diffusion"
Le pylône accueille les émetteurs de quelques radios locales.
| Fréquence | Station                      | Catégorie | Puissance | Code RDS (PS) | Hauteur des antennes | Depuis |
| --------- | ---------------------------- | --------- | --------- | ------------- | -------------------- | ------ |
| 89.9      | Virage Radio Dauphiné Savoie | C         | 1 kW      | _VIRAGE_      | 24 m                 | 1996   |
| 92.6      | ODS Radio                    | D         | 1 kW      | __ODS___      | 24 m                 | 1996   |
| 96.3      | Hot Radio Chambéry           | B         | 1 kW      | HOTRADIO      | 20 m                 | 1996   |
| 100.3     | Radio Espérance              | A         | 1 kW      | ESPERANC      | 26 m                 | 1988   |
| 102.3     | RCF Savoie                   | A         | 1 kW      | __RCF___      | 10 m                 | 1996   |
| 106.4     | MFM Radio                    | D         | 1 kW      | MFMRADIO      | 24 m                 | 1996   |

## Autres transmissions
Le pylône Towercast reçoit un faisceau hertzien provenant des locaux chambériens d'NRJ et Chérie FM. Ce signal studio est reçu lors des décrochages locaux.